# Campionati del mondo di ciclismo su strada 2012 - Gara in linea femminile Junior
La gara in linea femminile Junior dei Campionati del mondo di ciclismo su strada 2012 fu corsa il 21 settembre 2012 nei Paesi Bassi, intorno a Valkenburg, su un percorso totale di 80,5 km. La britannica Lucy Garner vinse la gara con il tempo di 2h11'26".

## Squadre partecipanti
| N.    | Cod. | Squadra       |
| ----- | ---- | ------------- |
| 1-5   | GBR  | Gran Bretagna |
| 6-9   | BEL  | Belgio        |
| 10-12 | DEN  | Danimarca     |
| 13-16 | FRA  | Francia       |
| 17    | AUT  | Austria       |
| 18-21 | ESP  | Spagna        |
| 22-25 | GER  | Germania      |
| 26-29 | ITA  | Italia        |
| 30-33 | NLD  | Paesi Bassi   |
| 34-37 | LTU  | Lituania      |
| 38-41 | RUS  | Russia        |
| 42-45 | POL  | Polonia       |
| 46    | MEX  | Messico       |
| 47-49 | SUI  | Svizzera      |
| 50    | NZL  | Nuova Zelanda |
| 51-54 | CAN  | Canada        |

| N.    | Cod. | Squadra               |
| ----- | ---- | --------------------- |
| 55-58 | AUS  | Australia             |
| 59-60 | NOR  | Norvegia              |
| 61-63 | UKR  | Ucraina               |
| 64-66 | SWE  | Svezia                |
| 67-70 | USA  | Stati Uniti d'America |
| 71    | HRV  | Croazia               |
| 72-74 | BLR  | Bielorussia           |
| 75    | CHI  | Cile                  |
| 76    | ARG  | Argentina             |
| 77    | COL  | Colombia              |
| 78    | BRA  | Brasile               |
| 79    | RSA  | Sudafrica             |
| 80    | CZE  | Repubblica Ceca       |
| 81    | SLO  | Slovenia              |
| 82    | HKG  | Hong Kong             |

## Ordine d'arrivo (Top 10)
| Pos. | Corridore             | Squadra     | Tempo    |
| ---- | --------------------- | ----------- | -------- |
| 1    | Lucy Garner           | G. Bretagna | 2h11'26" |
| 2    | Eline Brustad         | Norvegia    | s.t.     |
| 3    | Anna Stricker         | Italia      | s.t.     |
| 4    | Sophie Williamson     | N. Zelanda  | s.t.     |
| 5    | Jessy Druyts          | Belgio      | s.t.     |
| 6    | Rasa Pocytė           | Lituania    | s.t.     |
| 7    | Sheyla Gutiérrez      | Spagna      | s.t.     |
| 8    | Cecilie Uttrup Ludwig | Danimarca   | s.t.     |
| 9    | Emily Roper           | Australia   | s.t.     |
| 10   | Alicja Ratajczak      | Polonia     | s.t.     |